# Marynidzi
Marynidzi (Merynidzi) – dynastia wywodząca się od berberskiego plemienia nomadów z Sahary – Bani Marin. Jeden z pierwszych władców dynastii Abu Jahja Abu Bakr zajął Fez 20 sierpnia 1248 roku.

## Władcy z dynastii Marynidów
Do 1248 dynastia szejków o lokalnej władzy w południowo-wschodnim Maroku:
- Abdulhak I (1195–1217)
- Usman I (1217–1240)
- Muhammad I (1240–1244)
- Abu Jahja Abu Bakr (1244–1258) – od 1248 jako sułtan Maroka

Sułtani Maroka:
- Abu Jahja Abu Bakr (1248–1258) – tylko w części Maroka
- Umar ibn Jahja (1258–1259) – tylko w północnym Maroku
- Abu Jusuf Jakub (1259–1286) – do 1269 roku tylko w północnym Maroku
- Abu Jakub Jusuf (1286–1307)
- Abu Sabit (1307–1308)
- Abu ar-Rabija (1308–1310)
- Abu Said Usman II (1310–1331)
- Abu al-Hassan Ali I (1331–1351) – w latach 1350–1351 równolegle z Abu Inanem Farisem
- Abu Inan Faris (1350–1358) – w latach 1350–1351 równolegle z Abu al-Hassanem Alim I
- Muhammad II as-Said (1358-1359)
- Abu Salim Ali II (1359–1361)
- Abu Umar Taszfin (1361)
- Abu Zajjan Muhammad III (1361–1366)
- Abu al-Faris Abd al-Aziz I (1366–1372)
- Abu al-Abbas Ahmad (1372–1384) – po raz pierwszy
- Abu Zajjan Muhammad IV (1384–1386)
- Muhammad V (1386–1387)
- Abu al-Abbas Ahmad (1387–1393) – po raz drugi
- Abd al-Aziz II (1393–1396)
- Abu Amir Abdullah (1396–1398)
- Abu Said Usman III (1398–1421)
- Abdulhak II (1421–1465)